# Pajonal (Tabasco)
Pajonal es una localidad del municipio de Centro ubicado en la subregión centro del estado mexicano de Tabasco.

## Geografía
La localidad de Pajonal se sitúa en las coordenadas geográficas 17°59′40″N 92°47′49″O / 17.994444, -92.796944, a una elevación de 14 metros sobre el nivel del mar.

## Demografía
Según el Censo de Población y Vivienda 2020, efectuado por el Instituto Nacional de Estadística y Geografía, la localidad de Pajonal tiene 1,028 habitantes, de los cuales 498 son del sexo masculino y 530 del sexo femenino. Su tasa de fecundidad es de 1.91 hijos por mujer y tiene 275 viviendas particulares habitadas.
| Gráfica de evolución demográfica de Pajonal entre 1940 y 2020 |
|                                                               |
| INEGI.                                                        |